# Heiko Zahlmann
Heiko Zahlmann (* 1973 in Hamburg) ist ein deutscher Graffiti-Künstler. Er ist auch unter seinen Graffiti-Pseudonymen „Daddy Cool“ oder „RKT one“ bekannt. Zahlmann lebt und arbeitet in Hamburg.

## Leben
1999 gründete Heiko Zahlmann zusammen mit den Künstlern Mirko Reisser (DAIM) sowie Gerrit Peters (Tasek) die Ateliergemeinschaft getting-up in Hamburg. Das Künstlerkollektiv setzt seither gemeinsam Projekte um, die auch international Aufmerksamkeit finden.
Heiko Zahlmann wird von der Galerie Borchardt in Hamburg vertreten.

## Werk
„Heiko Zahlmann hält es für falsch, Graffiti einfach auf Leinwand und ins Zimmer zu bringen. Denn das Besondere von Graffiti im Außenraum kann nur mit Mühe als Tafelbild domestiziert und in den geschlossenen Kunstort herübergerettet werden. Auf Betontafeln erweist er den einfachen Markierungen seiner Wurzeln seine Reverenz und gibt so auf dem, sozusagen, originalen Material im neutralen Ausstellungsraum eine Ahnung von der Kraft der Setzung, die schon ein einfacher gesprühter Strich erreichen kann.[…] Denn so wenig wie die Bezeichnung ‚Graffiti’ etwas über den Status einer Arbeit innerhalb eines inzwischen weiten Feldes verschiedenster Erscheinungsformen aussagt, so grundlegend bleibt immer der Bezug zur Schrift – zumindest zur Geste des Schreibens. Und so sind auch diese Arbeiten Schriften von mehr oder weniger hermetischen Fragmenten einer individuellen Künstlerschrift bis hin zu längeren Texten. Da bleibt Heiko Zahlmann ganz Sprayer.“

„Heiko Zahlmanns ‚Destroyline‘ scheint weit entfernt von seinen frühen Arbeiten. Die farbliche Vielfalt der auffälligen Wandbilder wurde auf ein einfaches Schwarz reduziert. Die Buchstaben- und Zahlenkombinationen sind zudem gewichen. Übrig bleibt nur noch der Beton als Arbeitsmaterial und die mit einer einzigen Handbewegung gesprühte Linie. Dabei kommentiert er auf ironische Art und Weise die Bildsprache der Minimal Art und kombiniert sie durch den gezielten Einsatz von Sprayfarbe mit der Ästhetik des Graffiti.“

## Projekte

### 20357

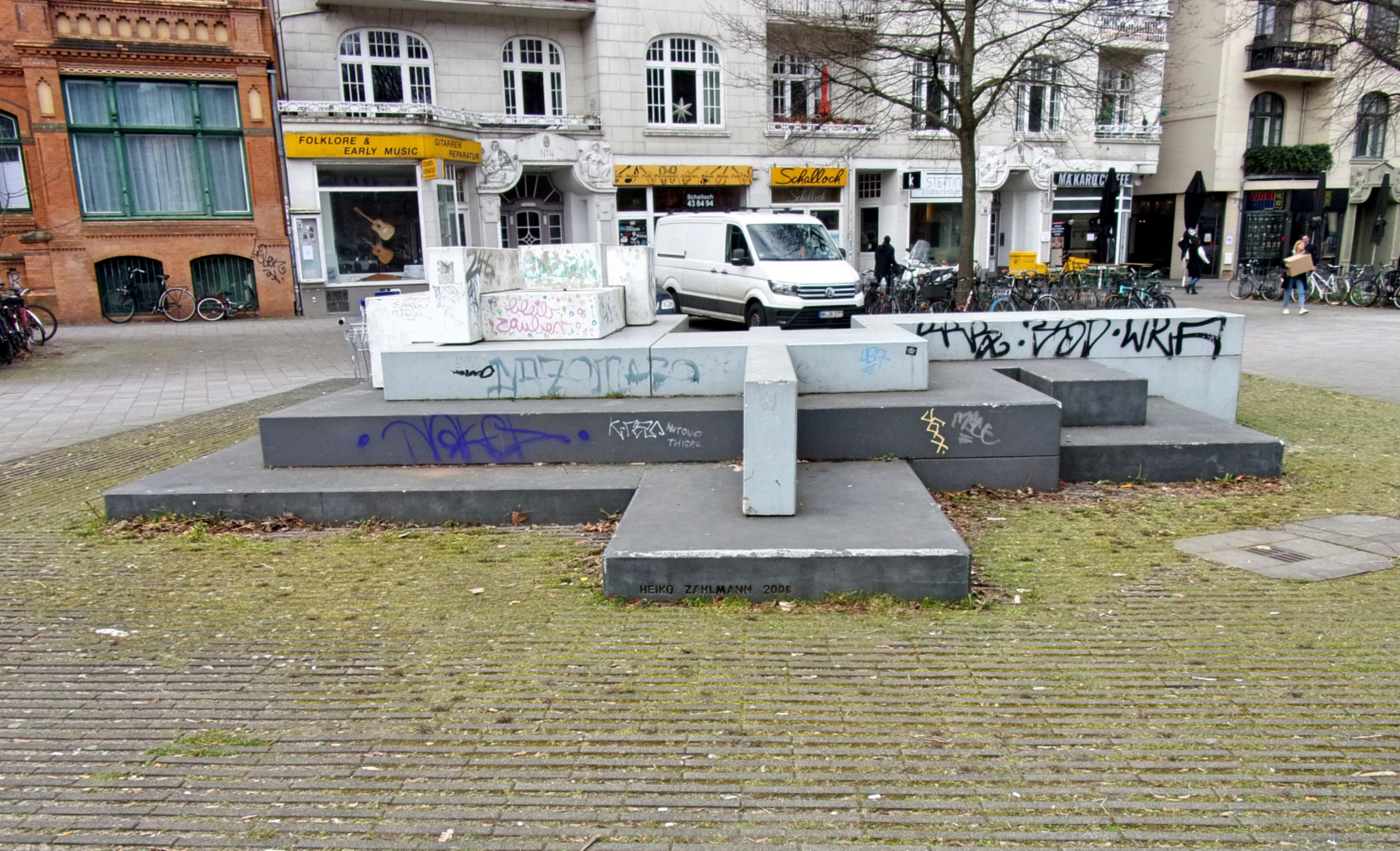
Heiko Zahlmanns Skulptur 20357 am Karolinenplatz in Hamburg-St. Pauli

Heiko Zahlmann gestaltet im Jahr 2008 eine Beton-Skulptur für den Hamburger Karolinenplatz mit dem Titel „20357“.

### Urban Discipline Ausstellungen
Die Urban Discipline Ausstellungen, deren erste im Jahr 2000 von Heiko Zahlmann in Zusammenarbeit mit Gerrit Peters und Mirko Reisser konzeptioniert, kuratiert und organisiert wurde, gehören zu den weltweit wichtigsten Graffiti-Ausstellungen. Os Gêmeos sprachen in Interviews von einem großartigen Projekt. Urban Discipline sei eine der ersten und immer noch größten je durchgeführten Graffiti-Ausstellungen gewesen, die auch Künstlern wie Daniel Man und Banksy zu einem wichtigen Karriereschritt verhalfen. Den Organisatoren war es wichtig, in einer Zeit, in der Graffiti nicht mehr bloß als Schmiererei galt, aber immer noch nicht wirklich ernst genommen wurde, für dessen Etablierung als Kunstform zu kämpfen. Internationale Stars der Szene kamen bereits zur ersten Ausstellung nach Hamburg. Die wichtigsten Vertreter der internationalen Graffiti- und Street-Art Szene versammelten sich auch in den nächsten zwei Jahren, in denen das Projekt weiterhin von getting-up organisiert wurde. 2001 stellten in der Alten Postsortierhalle am Hamburger Stephansplatz neben Os Gêmeos aus Brasilien und Martha Cooper aus New York, Künstler aus ganz Deutschland sowie aus Brasilien, Österreich, Frankreich, den USA und der Schweiz aus. Auch 2002 kamen noch einmal 34 internationale Künstler aus der ganzen Welt zusammen, um auf 1700 Quadratmetern in den Astra-Hallen im Hamburger Stadtteil St. Pauli auszustellen.

### Dock-Art
Zweieinhalb Jahre lang arbeiteten Heiko Zahlmann und Mirko Reisser (DAIM), als künstlerische Leitung, in Zusammenarbeit mit Lothar Knode an dem Projekt Dock-Art. Das 2000 m² große Graffiti wurde 2001 gegenüber den Landungsbrücken am Hamburger Hafen an der Außenwand des Docks 10 der Werft Blohm + Voss enthüllt.

### Soziales
Heiko Zahlmann realisierte, gemeinsam mit der Ateliergemeinschaft getting-up, bereits mehrere wohltätige Projekte: Mit Gefangene helfen Jugendlichen e. V.  kooperierte er für ein Projekt, das die Visualisierung der Grundidee des Vereins beinhaltete. Der Verein arbeitet gefängnisintern und verfolgt das Ziel, Jugendlichen den Alltag in einer Justizvollzugsanstalt näherzubringen.
Der Jamliner ist ein Projekt der Staatlichen Jugendmusikschule Hamburg und des MusikSchulVereins e. V. , Förderverein der Jugendmusikschule. Jugendliche ab zwölf Jahren aus sozial schwachen Vierteln Hamburgs können so direkt vor Ort und kostenlos eine „rollende Musikschule“ besuchen.
Mit dem Graffiti- und Street Art Workshop Stylekickz hatten einmal im Jahr Jugendliche die Möglichkeit mit professioneller Unterstützung ein künstlerisches Projekt zu realisieren, um sich dabei in lebensnahen und -relevanten Themen zu qualifizieren.

## Ausstellungen
- 2000: Urban Discipline 2000, Thomas I-Punkt Halle, Hamburg.[23]
- 2001: Urban Discipline 2001, Alte Postsortierhalle am Stephansplatz, Hamburg.[24]
- 2002: getting-up, FREIRAUM, Museum für Kunst und Gewerbe Hamburg.[25]
- 2002: Urban Discipline 2002, Bavaria-Halle, Hamburg.[26]
- 2003: Zeichen an der Wand, Lebensspuren Museum, Wels/Wien, Österreich.
- 2003: Da Sein, Sammlung Reinking, Ernst Barlach Museum Ratzeburg.
- 2005: Smell of paint in the air, Halle K3, Kampnagel, Hamburg.
- 2005: Passion des Sammelns, Alte Baumwollspinnerei, Halle 14, Leipzig.
- 2005: Codigos Urbanos, Leganes, Spanien.
- 2005: Smell of paint in the air, Westwendischer Kunstverein, Gartow.
- 2005: Art Cologne 2005, Köln, Sonderausstellung Sammlung Reinking.
- 2005: getting-up, Galerie K31, Lahr.
- 2006: Minimal Illusions – Arbeiten aus der Sammlung Rik Reinking, Villa Merkel, Esslingen.
- 2006: What would I be without you…‚ German Art Last Forty Years, City Gallery Prague.
- 2006: Coming Soon…, Projektraum Blashofer, Berlin.
- 2006: Artbeat, Post CS, Amsterdam.
- 2007: Wakin Up Nights, de Pury & Luxembourg, Zürich, Schweiz.[27][28]
- 2007: Still on and non the wiser, Von der Heydt-Museum, Kunsthalle Barmen, Wuppertal.[29]
- 2007: Aktive Konstellationen, Haus der Kunst der Stadt Brünn, Tschechien.
- 2007: We are the people darker than blue, Stilwerk, Hamburg.
- 2007: Schwarze Bilder, Galerie Art Studio 1, Deinste.
- 2009: Urban-Art – Werke aus der Sammlung Reinking, Weserburg Museum für moderne Kunst, Bremen.[30][31]
- 2009: BANDE, Galerie Borchardt, Hamburg.
- 2010: Von der Wand in den Raum in den Himmel, Galerie Borchardt, Hamburg.
- 2011: Wilde Zeichen, Kunsthalle Krems, Krems, Österreich.
- 2011: Hall of Fame, David Bloch Gallery, Marrakesch, Marokko.
- 2012: reKOLLECT, Kunstraum Kreuzberg, Berlin.
- 2012: (Dis)Placements, Schaartorhof, Hamburg.
- 2018: Spektrum, Galerie Zimmerling & Jungfleisch, Saarbrücken.

## Veröffentlichungen
- Mirko Reisser, Gerrit Peters, Heiko Zahlmann (Hrsg.): Urban Discipline 2000: Graffiti-Art. Urban Discipline: Graffiti-Art, Nr. 1. getting-up, Hamburg 2000, ISBN 3-00-006154-1 (eingeschränkte Vorschau in der Google-Buchsuche – Ausstellungskatalog).
- Mirko Reisser, Gerrit Peters, Heiko Zahlmann (Hrsg.): Urban Discipline 2001: Graffiti-Art. Urban Discipline: Graffiti-Art, Nr. 2. getting-up, Hamburg 2001, ISBN 3-00-007960-2 (eingeschränkte Vorschau in der Google-Buchsuche – Ausstellungskatalog).
- Mirko Reisser, Gerrit Peters, Heiko Zahlmann (Hrsg.): Urban Discipline 2002: Graffiti-Art. Urban Discipline: Graffiti-Art, Nr. 3. getting-up, Hamburg 2002, ISBN 3-00-009421-0 (eingeschränkte Vorschau in der Google-Buchsuche – Ausstellungskatalog).